# ذا بونيشر (لعبة فيديو 1993)
ذا بونيشر (بالإنجليزية:The Punisher)، هي لعبة فيديو من نوع أضرب برحاً، طورها ونشرها شركة كابكوم اليابانية، صدرت لنظام صالات الأركيد سنة 1993، وفي سنة 1994 تم إصدارها لمنصة ميجا درايف، وهي مرخصة من شركة مارفيل الأمريكية.

## قصة اللعبة
يسعى شخصية بطل لعبة ذا بونيشر بالانتقام من المجرمين الذين قتلوا أفراد عائلته.

## وصلة خارجية
- ذا بونيشر على موقع IMDb (الإنجليزية)

- The Punisher على موبي غيمز